# Bageswori
Bageswori (nep. बागेश्वरी) – gaun wikas samiti w środkowej części Nepalu w strefie Bagmati w dystrykcie Bhaktapur. Według nepalskiego spisu powszechnego z 2001 roku liczył on 912 gospodarstw domowych i 5013 mieszkańców (2532 kobiet i 2481 mężczyzn).